# باشگاه فوتبال پاسیفیک
باشگاه فوتبال پاسیفیک یک باشگاه فوتبال حرفه‌ای کانادایی است که در ویکتوریای بزرگ، بریتیش کلمبیا مستقر است. این باشگاه در لیگ برتر کانادا رقابت می‌کند و بازی‌های خانگی خود را در ورزشگاه استارلایت واقع در لنگفورد برگزار می‌کند.